# We Got Love
«We Got Love» (с англ. — «У нас есть любовь») — песня австралийской певицы Джессики Маубой, релиз которой состоялся 9 марта 2018 года. Маубой исполнила эту песню на конкурсе песни «Евровидение-2018» в Лиссабоне, представляя Австралию.

## Евровидение
11 декабря 2017 года австралийский вещатель «SBS» объявил о том, что Джессика Маубой представит Австралию на конкурсе песни «Евровидение-2018». Маубой исполнила песню во втором полуфинале, где заняла четвёртое место с 212 баллами.
В финале конкурса, который состоялся 12 мая 2018 года, Маубой выступила под номером 16. С результатом в 99 баллов конкурсная композиция заняла двадцатое место.

## Список композиций
| №  | Название      | Длительность |
| -- | ------------- | ------------ |
| 1. | «We Got Love» | 3:22         |

| №  | Название      | Длительность |
| -- | ------------- | ------------ |
| 1. | «We Got Love» | 3:26         |

| №  | Название      | Длительность |
| -- | ------------- | ------------ |
| 1. | «We Got Love» | 3:35         |

| №  | Название      | Длительность |
| -- | ------------- | ------------ |
| 1. | «We Got Love» | 3:24         |

| №  | Название      | Длительность |
| -- | ------------- | ------------ |
| 1. | «We Got Love» | 3:27         |

## Позиции в чартах
| Чарт (2018)                               | Высшая позиция |
| ----------------------------------------- | -------------- |
| Австралия (ARIA)                          | 31             |
| Франция (SNEP)                            | 148            |
| Шотландия (OCC Scotland)                  | 60             |
| Швейцария (Sverigetopplistan)             | 86             |
| Великобритания (OCC UK Singles Downloads) | 58             |

## История релизов
| Регион    | Дата         | Формат               | Лейбл |
| --------- | ------------ | -------------------- | ----- |
| Мир       | 9 марта 2018 | Цифровая дистрибуция | Sony  |
| Австралия | 11 мая 2018  | CD-сингл             | Sony  |
| Австралия | 18 мая 2018  | Цифровой ремикс      | Sony  |